# Starburst (Rakete)
Die Starburst ist eine Flugabwehrrakete aus britischer Produktion. Das System ist von einem Mann einsetzbar und dient zur Bekämpfung von tieffliegenden Zielen.

## Entwicklung
Starburst wurde entwickelt, um die problembehafteten Blowpipe- und Javelin-Flugabwehrlenkwaffen zu ersetzen. Die Starburst-Lenkwaffe ist eine Javelin-Lenkwaffe mit Laser-Zielsuchsystem; dieses stammte aus der Starstreak-Lenkwaffe. Um größere Umkonstruierungen der Lenkwaffe zu vermeiden, wurden die Laserempfänger in kleine Behälter zwischen den hinteren Flossen positioniert. Somit konnte die Lenkwaffe nahezu baugleich übernommen werden. Dieses Lenkverfahren gilt als wesentlich zuverlässiger und störsicherer als die ursprüngliche Funkkommandolenkung. Das System wurde 1989 bei den britischen Streitkräften eingeführt. Dort diente Starburst als Übergangslösung bis zur Einführung der Starstreak. Außerdem diente die Starburst als Grundlage für die Lightweight Multirole Missile.

## Varianten
- Starburst SML (Lightweight single launcher): Schultergestütztes Startgerät für eine einzelne Lenkwaffe.
- Starburst LML (Lightweight multiple launcher): Abschussvorrichtung für 3 Lenkwaffen.
- Starburst VML (Vehicle multiple launcher): Abschussvorrichtung für 3 Lenkwaffen. Kann auf einem leichten Fahrzeug vom Typ Land Rover installiert werden.
- Starburst NML (Naval multiple launcher): Werfereinheit mit Elektrooptischer Zieleinrichtung und 2x4 Lenkwaffen. Kann auch auf Fahrzeugen vom Typ M113 oder AMX-10P installiert werden.
- Starburst Starlite thermal imager: Wie Starburst LML aber mit IR-Sichtgerät vom Typ Starlite.
- Starburst SR2000: Wie Starburst NML aber mit Sensoreneinheit vom Typ Radamec 2400.

## Technik
Die Starburst ist der Javelin in ihrem äußeren Erscheinungsbild ähnlich, verfügt aber über ein fortschrittlicheres Laser-Lenksystem. Gegenüber dem Vorgängermodell können auch Land- und Seeziele bekämpft werden. Starburst LML wird normalerweise von zwei Mann transportiert. Einer trägt die Lenkwaffenbehälter, der andere trägt die Abschussvorrichtung mit Lenkgerät und Gestell. Dieses umfasst im Wesentlichen eine Dreibein-Spreizlafette, die optische Zielverfolgungseinheit, die Laser-Einheit sowie die Energieversorgungseinheit. Das Erstellen der Feuerbereitschaft dauert rund 30 Sekunden.
Die Lenkwaffe ist in einem GFK-Transport- und Startrohr untergebracht und wird direkt aus diesem gestartet. Starburst wird von einem zweistufigen Raketenmotor angetrieben. Die erste Stufe stößt die Lenkwaffe aus dem Rohr, danach zündet in sicherer Entfernung das Marschtriebwerk. 
Starburst arbeitet nach dem SACLOS-Lenksystem (Halbautomatische Kommandolenkung). Die Lenkwaffe wird mittels eines Laser-Leitstrahls an das Ziel herangeführt. Der Schütze braucht dabei lediglich das Ziel im Fadenkreuz zu verfolgen. Kommt das Flugziel in den Ansprechradius des Näherungszünders, wird der Splittergefechtskopf gezündet. Bei einem Direkttreffer wird der Sprengkopf durch den Aufschlagzünder gezündet. Die Bekämpfungsreichweite gegen Hubschrauber beträgt 6 km und gegen schnellere Flugzeuge 4,5 km.

## Einsatz
Während des Zweiten Golfkrieges kam die Starburst mit der 10th Battery des 40. Feld-Regimentes der Royal Artillery zum Einsatz. Abschüsse sind keine bekannt.

## Verbreitung
(Quelle:)
- Chile – Anzahl unbekannt
- Kanada – 100 Waffen
- Kuwait – 50 Starter und 250 Lenkwaffen
- Malaysia – 504 Waffen
- Katar – Anzahl unbekannt
- Vereinigtes Königreich – Anzahl unbekannt